# Джансон, Джиллиан
Джи́ллиан Джа́нсон (англ. Jillian Janson, род. 23 мая 1995 года) — американская порноактриса и модель.

## Ранняя жизнь
Джиллиан Джансон родилась и выросла в Миннесоте. Имеет ирландские, норвежские, шотландские, шведские и валлийские корни.
В 14 лет впервые стала работать — в Макдоналдс, чтобы поддержать себя и мать, которая на тот момент была безработной. Позже работала в розничном магазине и аптеке. В возрасте 17 лет в течение года работала телепродавцом. Также была официанткой и хостесс.
Учась в средней школе, стала работать в порно. Была вынуждена переехать в Калифорнию из-за издевательств одноклассников после того, как они узнали о её карьере. Её мать поддерживает карьеру дочери, в то время как отец отрекся от неё.

## Карьера

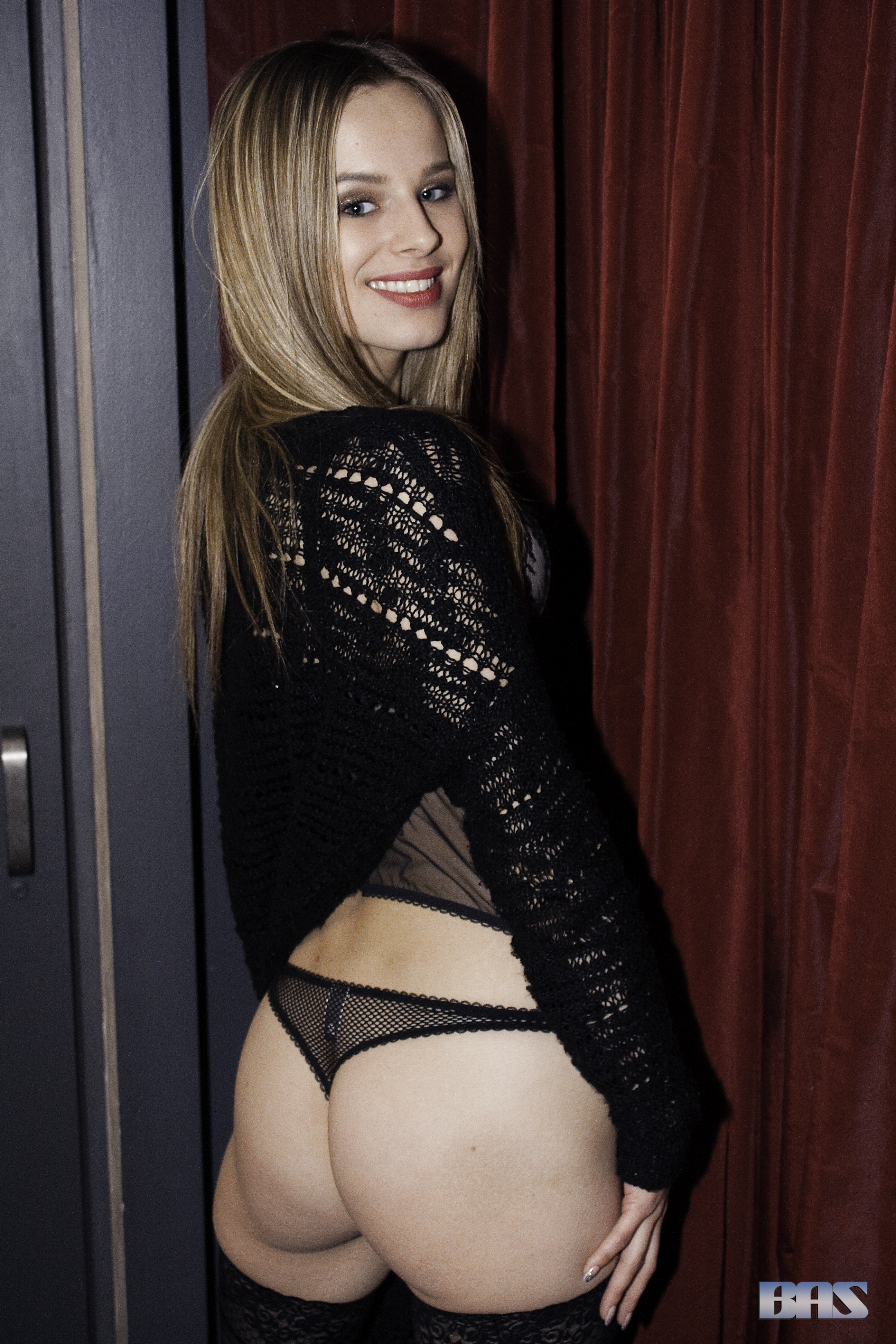

Учась в средней школе, Джансон подрабатывала веб-моделью на сайте эротических видеотрансляций MyFreeCams.com, и тогда её заметил агент. В августе 2013 года, через три месяца после своего 18 дня рождения, она вошла в порноиндустрию; в начале порнокарьеры использовала псевдонимы Анна и Джиллиан Брукс. В первой секс-сцене снялась для фильма Amateur Allure and Fucked Hard 18. Также в 2015 году начала танцевать стриптиз. В 2016 году вошла в список «Грязная дюжина: Самые большие порнозвёзды» по верии канала CNBC.
Фотографии Джиллиан Джансон впервые были напечатаны в журнале Barely Legal.
В 2018 году впервые снялась в не порнографической и не эротической киноленте — фильме ужасов «Синтия»; при этом актриса отметила, что является большой фанаткой фильмов ужасов.

## Награды и номинации
| Год  | Церемония        | Результат | Категория                                                                                        | Фильм                               |
| ---- | ---------------- | --------- | ------------------------------------------------------------------------------------------------ | ----------------------------------- |
| 2014 | NightMoves Award | Номинация | Лучшая новая старлетка                                                                           | н/д                                 |
| 2015 | AVN Award        | Номинация | Лучшая групповая сцена (с Carter Cruise, Dani Daniels, Candice Dare, Aidra Fox и Manuel Ferrara) | Manuel Ferrara’s Reverse Gangbang 2 |
| 2015 | AVN Award        | Номинация | Лучшая новая старлетка                                                                           | н/д                                 |
| 2015 | NightMoves Award | Победа    | Лучшая актриса                                                                                   | н/д                                 |
| 2015 | XBIZ Award       | Номинация | Лучшая новая старлетка                                                                           | н/д                                 |
| 2015 | XRCO Award       | Номинация | Лучшая новая старлетка                                                                           | н/д                                 |
| 2016 | AVN Award        | Номинация | Лучшая анальная сцена (с Mick Blue)                                                              | Just Jillian                        |
| 2016 | AVN Award        | Номинация | Лучшая сцена двойного проникновения (с Erik Everhard и James Deen)                               | Just Jillian                        |
| 2016 | AVN Award        | Номинация | Лучшая оральная сцена                                                                            | Just Jillian                        |
| 2016 | AVN Award        | Номинация | Лучшая Three-Way сцена — G/G/B (с Ariana Marie и Erik Everhard)                                  | Just Jillian                        |
| 2016 | AVN Award        | Номинация | Лучшая Girl/Girl сцена (с Prinzzess Felicity Jade)                                               | Women Seeking Women 110             |
| 2016 | AVN Award        | Победа    | Лучшая POV сцена (с Aidra Fox и Jules Jordan)                                                    | Eye Contact                         |
| 2016 | AVN Award        | Номинация | Лучшая исполнительница года                                                                      | н/д                                 |
| 2016 | XBIZ Award       | Номинация | Лучшая секс-сцена(с Ariana Marie и Erik Everhard)                                                | Just Jillian                        |